# 弧矢增十四
船尾座14，又名BD-19 2228，HD 66834、SAO 153796、HR 3168，是船尾座的一颗恒星，视星等为6.13，位于銀經238.9，銀緯6.28，其B1900.0坐标为赤經8h 0m 15s，赤緯-19° 6.28′ 40″。